# Léon de Poncins
 (juillet 2018).
Si vous disposez d'ouvrages ou d'articles de référence ou si vous connaissez des sites web de qualité traitant du thème abordé ici, merci de compléter l'article en donnant les références utiles à sa vérifiabilité et en les liant à la section « Notes et références ».
Pour les articles homonymes, voir Poncins (homonymie).
Gabriel Léon Marie Pierre de Montaigne de Poncins, né le 3 novembre 1897 à Civens (Loire) et mort le  18 décembre 1975 à Toulon, est un journaliste et essayiste catholique et conspirationniste français.

## Biographie
Descendant d'une famille anoblie sous l'Ancien Régime par l'exercice de charges parlementaires (1696-1721), Léon de Montaigne de Poncins était un fervent catholique qui connut un certain succès dans les années 1930 (plusieurs de ses ouvrages furent traduits notamment en anglais, en italien et en espagnol). Léon de Poncins explique la plupart des grands bouleversements politiques et révolutionnaires de la modernité par l'action de courants issus de certaines sociétés secrètes porteuses d'une « foi » opposée à celle du christianisme : il vise notamment des mouvements révolutionnaires, juifs, sionistes ou autres, ainsi qu'une « guerre secrète » dirigée par une « foi » de nature diabolique. Ses écrits portent parfois des thèses à caractère antimaçonnique où l'on reconnaît certaines idées de la contre-révolution.
Léon de Poncins collabora également à de nombreux journaux comme Le Jour, Le Figaro, L'Ami du peuple et Le Nouvelliste; il dirigea également la revue Contre-Révolution de 1937 à 1939.
Il fut un ami d'Emmanuel Malynski, avec qui il rédigea La Guerre occulte, et de Jean Vaquié avec qui il écrivit dans Lectures françaises et Lecture et Tradition aux Éditions de Chiré.
Durant le Concile Vatican II, à la suite du vote, le 20 novembre 1964, lors de la troisième session, du schéma provisoire traitant de l’attitude de l’Église envers le judaïsme, Léon de Poncins a rédigé une brochure, Le Problème juif face au Concile, qui fut distribuée aux évêques avant la quatrième et dernière session. L’auteur y constatait « de la part des Pères conciliaires une méconnaissance profonde de ce que constitue l’essence du judaïsme ».

## Thèses sur l'influence déterminante des sociétés secrètes
Dans ses essais conspirationnistes, il dénonce des complots maçonniques (les liens entre la franc-maçonnerie et la Révolution française, la Société des Nations, etc.) et l'influence juive dans les affaires catholiques. Poncins se montre particulièrement antijudaïque, anti-communiste et antiprogressiste. Jusqu'à sa mort, il dénonce les forces occultes et les organisations qui mènent le monde et corrompent le christianisme. Il est dans la continuité de la Revue internationale des sociétés secrètes et des travaux d'Ernest Jouin.

### Première Guerre mondiale
Son analyse historique évoque un lobbying concerté des milieux sionistes internationaux durant la Première Guerre mondiale en vue de la création d'un futur État juif en Palestine par le moyen d'une manipulation des alliances et des oppositions diplomatiques entre pays. Des sionistes seraient venus trouver le gouvernement britannique en 1916, à un moment où l'Allemagne triomphait sur tous les fronts et où le Royaume-Uni envisageait de signer l'armistice proposé par le Kaiser, en lui faisant miroiter l'entrée en guerre des USA aux côtés de la Triple-Entente en échange de sa promesse de la Palestine (alors sous domination ottomane et où la Grande-Bretagne n'avait aucun droit) comme foyer de peuplement juif.[pas clair] Poncins cite un ouvrage d'un juif sioniste, Samuel Landman, Great Britain, The Jews and Palestine, publié en mars 1936, dont le texte corroborerait sa thèse[source insuffisante].

## Œuvres
- Les Forces secrètes de la Révolution, Bossard, 1928. Réédition, Éditions Saint-Remi, 2005  (ISBN 2845194870). 2e édition révisée et augmentée, 1929.
- Refusé par la presse, Éditions de la Revue française, 1931. Réédition, Éditions Saint-Remi, 2005  (ISBN 2845194307)
- La Franc-maçonnerie, puissance occulte, Bossard, 1932. Réédition, Éditions Saint-Remi, 2005  (ISBN 2845194986)
- Les Juifs, maîtres du monde, Bossard, 1932. Réédition, Éditions Saint-Remi, 2005  (ISBN 2845194854)
- Tempête sur le monde, ou La Faillite du progrès, Beauchesne, 1934. Réédition, Éditions Saint-Remi, 2005  (ISBN 284519482X)
- La Dictature des puissances occultes, La Franc-maçonnerie d'après ses documents secrets, Beauchesne et Fils éditeurs, 1934. Réédition, Éditions Saint-Remi (sous le titre La Dictature des Puissances Occultes - La F∴M∴),  (ISBN 2-84519-948-1). 2e édition, Beauchesne et Fils éditeurs, 1936. 3e édition, Beauchesne et Fils éditeurs, 1942. 4e édition, Diffusion de la Pensée Française, 1972. 5e édition, Diffusion de la Pensée Française, 1975. 6e édition, Éditions de Chiré, 2014 (revue et corrigée d’après l’édition de 1972).
- Le Portugal renaît, Beauchesne et Fils éditeurs, 1936. 2e édition, Beauchesne, 1942. Réédition, Éditions Saint-Remi, 2005  (ISBN 2845194935)
- Société des Nations, super État maçonnique, Beauchesne, 1936. Réédition, Éditions Saint-Remi,  (ISBN 2845194846)
- La Mystérieuse internationale juive, Beauchesne, 1936. 2e édition revue et augmentée, Beauchesne, 1941. Réédition, Éditions Saint-Remi,  (ISBN 2845195699)
- La Guerre occulte, avec Emmanuel Malynski, Beauchesne, 1936. 2e édition, Beauchesne, 1938. Réédition, Éditions Saint-Remi,  (ISBN 2845194978)
- Histoire secrète de la révolution espagnole, Beauchesne et Fils éditeurs, 1937. 2e édition revue et augmentée, Beauchesne, 1942. Réédition, Éditions Saint-Remi,  (ISBN 2845194897)
- Le Plan communiste d'insurrection armée, Mercure de France, 1939. Réédition, Éditions Saint-Remi,  (ISBN 2845194943)
- La liberté de la presse et la question juive. Les décrets-loi Marchandeau, Contre-Révolution, 1939
- La Franc-Maçonnerie contre la France, Beauchesne, juillet 1941. 2e édition, Beauchesne, septembre 1941. Réédition, Éditions Saint-Remi  (ISBN 2-84519-496-X)
- Israël, destructeur d'empires : un document prophétique de 1899 par Trocase, Saint-Amand-Montrond (Cher), Édition de la Légion française des combattants et des volontaires de la Révolution nationale, Imprimerie Clerc, 26 juin 1943, 60 p. (ISBN 978-0-244-97349-0, lire en ligne [PDF]), p. 5
- L'Énigme communiste, Beauchesne et Fils éditeurs, 1942.
- Forces occultes, Édition de la Légion française des combattants et des volontaires de la Révolution nationale, 1943.
- Les Forces occultes dans le monde moderne, Mercure de France, 1943. Réédition, Éditions Saint-Remi,  (ISBN 2845194889)
- Espions soviétiques dans le monde, Nouvelles Éditions Latines, 1961. Réédition, Éditions Saint-Remi, 2005  (ISBN 2845194838)
- Le Problème juif face au Concile, brochure, 1965
- Judaism and the Vatican, Britons Publishing Company, London, 1967. Traduction française : Le Judaïsme et le Vatican. Une tentative de subversion spirituelle ?, Texte en ligne, Éditions Saint-Remi, 2000  (ISBN 2845190654)
- Christianisme et Franc-maçonnerie, L'Ordre Français, 1969. 2e édition : Diffusion de la Pensée Française, 1975. 3e édition : Éditions de Chiré, 2010.
- Infiltrations ennemies dans l'Église (avec Edith Delamare), La librairie française, 1970
- Top Secret : Secrets d'état anglo-américains, Diffusion de la Pensée Française, 1972
- Histoire du communisme, de 1917 à la deuxième guerre mondiale, Diffusion de la Pensée Française, 1973. (Réédition revue de L'énigme communiste parue en 1942)
- Les Documents Morgenthau, Éditions Saint-Remi,  (ISBN 2845194900)
- Le Communisme contre la France, Éditions Saint-Remi,  (ISBN 2845194951)
- Les Juifs et le Concile Vatican II, éditions Kontre Kulture, 2014.

## Pour approfondir